# Seznam vědeckých časopisů v oboru historie v Česku
Tento seznam vychází ze Seznamu recenzovaných neimpaktovaných časopisů (periodik) vydávaných v České republice, který každoročně akutalizuje Ministerstvo školství, mládeže a tělovýchovy České republiky.
- Acta universitatis Carolinae - Historia Universitatis Carolinae Pragensis
- Archaeologia historica
- Archeologické rozhledy
- Archivní časopis
- Brno v minulosti a dnes
- Cornova. Revue České společnosti pro výzkum 18. století
- Časopis Matice moravské
- Časopis Národního muzea
- Časopis Společnosti přátel starožitností
- Český časopis historický
- Český lid
- Dějiny a současnost
- Dějiny - teorie - kritika
- Dějiny věd a techniky
- Documenta Pragensia
- Folia historica Bohemica
- Folia numismatica
- Forum Urbes Medii Aevi
- Historica. Series Nova
- Historica Olomucensia
- Historická sociologie - časopis pro historické sociální vědy
- Historická geografie
- Historie - Otázky - Problémy
- Hospodářské dějiny
- Iluminace
- Kuděj
- Mediaevalia Historica Bohemica
- Moderní dějiny
- Muzejní a vlastivědná práce
- Numismatické listy
- Paginae historiae
- Památky archeologické
- Prague Economic and Social History Papers
- Prague Papers on the History of International Relations
- Pražský sborník historický
- Průzkumy památek
- Sborník archivních prací
- Sborník Národního muzea v Praze (řady A, C)
- Sborník prací Filozofické fakulty brněnské univerzity (řada C)
- Slezský sborník
- Slovanské historické studie
- Soudobé dějiny
- Studia Comeniana et historica
- Studia Mediaevalia Bohemica
- Studia mediaevalia Pragensia
- Těšínsko
- Theatrum historiae
- Vlastivědný věstník moravský
- Východočeský sborník historický